# Ghent Kangri
Der Ghent Kangri (oder Mount Ghent, Ghaint I) ist ein 7401 m hoher Berg am nördlichen Ende der Saltoro-Berge, einem Gebirgszug im Karakorum. 

## Lage
Der Berg besteht aus einem Doppelgipfel mit dem Hauptgipfel und dem etwa einen Kilometer nordöstlich gelegenen Ghent Kangri II (7342 m). Die Schartenhöhe des Ghent II beträgt 272 Meter.

## Name
Das amerikanische Forscherehepaar Fanny Bullock Workman und William Hunter Workman entdeckte den Berg 1912 während einer Expedition zum Siachengletscher. Der Berg wurde von ihnen erstmals vermessen und erhielt den Namen Mount Ghent in Anlehnung an den Frieden von Gent (Treaty of Ghent).

## Lage
Er befindet sich westlich des Siachengletscher in einem Gebiet, welches sich seit 1984 unter indischer Kontrolle befindet. Westlich des Ghent liegt der Kondusgletscher, der zum pakistanischen Gilgit-Baltistan gehört. Nördlich des Berges stellt der Sia La eine mögliche Passverbindung zwischen Siachen- und Kondusgletscher dar.

## Nebengipfel
Der Ghent Kangri besitzt mehrere Nebengipfel: 
Ghent Kangri II (7342 m ⊙),
Ghent Kangri III (7060 m ⊙),
Depak (7150 m ⊙),
Chogron Kangri (6530 m ⊙),
Silver Throne (6600 m ⊙).

## Besteigungsgeschichte
Der Ghent Kangri wurde zum ersten Mal am 4. Juni 1961 von Wolfgang Axt bestiegen. Die österreichische Expedition unter Erich Waschak führte über den Westgrat. Axt kletterte alleine oberhalb des Höhenlagers.
Gemäß dem Himalaya-Index gab es drei weitere Besteigungen in den Jahren 1977, 1980 und 1984.